# Schloss Bílá Voda

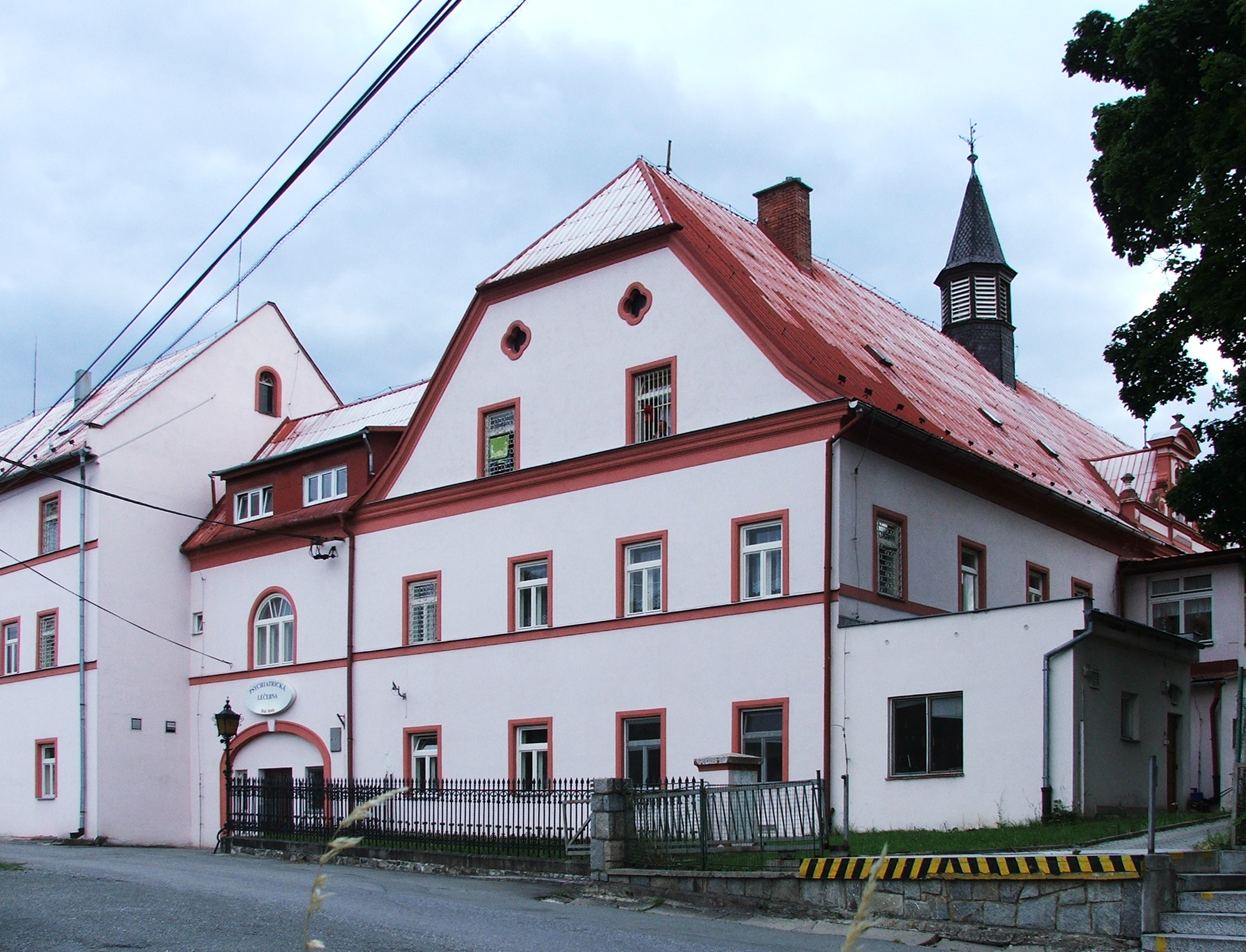
Schloss Bílá Voda

Grundriss

Das Schloss Bílá Voda (deutsch Schloss Weißwasser) liegt in Ves Bílá Voda im Okres Jeseník in Tschechien.

## Geschichte
Franz Karl Graf von Liechtenstein-Kastelkorn, der 1684 die Herrschaft Hertwigswaldau im Herzogtum Münsterberg geerbt hatte, ließ wenig später in Weißwasser ein Barockschloss errichten. Erstmals schriftlich erwähnt wurde es 1691 im Hertwigswaldauer Urbar als Rittersitz. 
Nachfolgende Besitzer waren ab 1709 Jakob Ernst von Liechtenstein-Kastelkorn, ab 1747 Karl Otto Graf von Salm und Neuburg, ab 1766 Karl von Salm und Neuburg und ab 1784 dessen drei Töchter. Diese trennten das Gut Weißwasser (mit dem Markt Weißwasser, Dorf Weißwasser und dem Dorf Rosenkranz) 1794 von der preußischen Herrschaft Hertwigswaldau ab und verkauften es an Anton Reichsgraf von Schlegenberg, der es 1802 seinem Schwiegersohn Otto von Haugwitz vererbte. Dieser überließ das Gut 1809 an Wenzel und Anton von Haugwitz, der es überschuldete. 1818 erwarb der Rittmeister Ludwig Graf d'Ambly das Gut in einem Lizitationsverfahren. Ihm folgte ab 1837 dessen Witwe Bettina. Deren Söhne Joseph und Alexander d'Ambly verkauften 1853 das Schloss an Prinzessin Marianne von Oranien-Nassau. Diese ließ das Schloss 1854 grundlegend umbauen und um ein Stockwerk erhöhen.
Nach dem Tode ihrer Mutter erbte Prinzessin Alexandrine von Preußen 1883 das Schloss Weißwasser. 1906 fiel es deren Tochter Charlotte zu Reuß-Köstritz, geborene Herzogin von Mecklenburg-Schwerin, zu. Diese verkaufte das Schloss 1917 an die Eheleute Josef und Frieda Kutz, die noch das Gut Krautenwalde und den Wildschützer Forst hinzukauften. Weitere Besitzer waren ab 1934 Max Weiss und während des Zweiten Weltkrieges Johannes Graf von Welczeck jun.
Nach dem Ende des Zweiten Weltkrieges wurde das Schloss enteignet und verstaatlicht. In den 1980er Jahren wurde das Schloss Sitz des Bezirksamtes für Volksgesundheit. Heute wird es als psychiatrische Klinik „Marianne von Oranien“ (Psychiatrická nemocnice Marianny Oranžské) genutzt. Umgeben ist es von einem Park.